# Perak Barat
Perak Barat is een bestuurslaag in het regentschap Soerabaja van de provincie Oost-Java, Indonesië. Perak Barat telt 12.185 inwoners (volkstelling 2010).